# Signe Holt Andersen
Signe Holt Andersen (født 28. august 1999) er en dansk fodboldspiller, som spiller i den næstbedste italienske række for klubben Lazio. Hun kom til klubben i sommeren 2021 og spillede tidligere for svenske Växjö DFF og danske VSK Aarhus. Hun har desuden mange ungdomslandskampe på cv'et.